# Ziarnojadek sierpodzioby
Ziarnojadek sierpodzioby (Sporophila falcirostris) – gatunek małego ptaka z rodziny tanagrowatych (Thraupidae). Występuje plamowo we wschodniej części Ameryki Południowej. Obecnie znany jest ze stanowisk w Argentynie, Brazylii i Paragwaju. Gatunek narażony.

## Taksonomia
Gatunek ten jako pierwszy opisał Coenraad Jacob Temminck w 1820 roku, nadając mu nazwę Pyrrhula falcirostris. Obecnie umieszczany jest w rodzaju Sporophila. Nie wyróżnia się podgatunków.

## Morfologia
Długość ciała około 11 cm. Samce są głównie szare z jaśniejszymi brzuchami i żółtymi dziobami. Samice oliwkowo-brązowe i jasne na spodzie z czarnymi dziobami.

## Występowanie i środowisko
Ziarnojadek sierpodzioby występuje tylko lokalnie w niewielu zidentyfikowanych stanowiskach w lasach atlantyckich w południowo-wschodniej Brazylii, wschodnim Paragwaju i północno-wschodniej Argentynie. W Brazylii ostatnie obserwacje skupiają się w okolicach Rio de Janeiro i São Paulo. Na terenie Argentyny obserwowany jest głównie w prowincji Misiones. Występuje na obszarach występowania bambusa do wysokości 1200 m n.p.m.

## Status i ochrona
W Czerwonej księdze gatunków zagrożonych IUCN ziarnojadek sierpodzioby od 2000 roku klasyfikowany jest jako gatunek narażony (VU, Vulnerable); wcześniej, od 1994 roku miał status gatunku zagrożonego (EN, Endangered), a od 1988 uznawano go za gatunek zagrożony (T, Threatened). Liczebność populacji szacowana jest na 2500–9999 dorosłych osobników, rozmieszczony plamowo w nie więcej niż kilkunastu lokalizacjach. Szacuje się, że populacja systematycznie maleje z powodu zawężania się i zanikania jego naturalnego siedliska oraz wyłapywania w celach handlu ptakami.
BirdLife International wymienia 17 ostoi ptaków IBA, w których ten gatunek występuje, są to m.in.: w Brazylii Park Narodowy Itatiai, Parque Estadual da Serra do Mar, Parque Estadual do Desengano e Entorno, Ecoparque de Una, w Argentynie Parque Provincial Urugua-í, Park Narodowy Iguazú, a w Paragwaju Park Narodowy Caazapá.